# Lipovec, Šmarje pri Jelšah
Lipovec je naselje v Občini Šmarje pri Jelšah.